# لورن هانسون (بازیکن فوتبال)
لورن هانسون (انگلیسی: Lorraine Hanson؛ زادهٔ ۱ ژانویهٔ ۱۹۵۹) بازیکن فوتبال اهل بریتانیا است.
وی همچنین در تیم ملی فوتبال زنان انگلستان بازی کرده‌است.